# Satchelliella joosti
Satchelliella joosti är en tvåvingeart som beskrevs av Wagner 1981. Satchelliella joosti ingår i släktet Satchelliella och familjen fjärilsmyggor. Inga underarter finns listade i Catalogue of Life.